# DeAndre Pinckney
DeAndre Pinckney (Miami Gardens, 29 febbraio 2000) è un cestista statunitense.